# Salicilamide
La salicilamide, o 2-idrossibenzammide, è un composto organico con proprietà farmacologiche analgesiche, antipiretiche (inferiori a quelle dell'aspirina) e antinfiammatorie.
Si presenta come una polvere cristallina bianca o leggermente rosata, di sapore moderatamente amaro. A pH 9 forma un sale di sodio solubile in acqua. Poco solubile in acqua (1:500) e in cloroformio (1:100), solubile in alcoli (1:15) e in glicole propilenico, e molto solubile in eteri e in soluzioni di alcali. Il pH di una soluzione acquosa satura a 28 °C è circa 5.

## Farmacologia e tossicologia
Agisce come inibitore della sintesi delle prostaglandine tramite inibizione dell'enzima cicloossigenasi. È poco usata come tale, mentre è più frequentemente impiegata in associazione con un'ampia gamma di altri agenti tra i quali, per esempio, il paracetamolo.
La salicilamide è prontamente assorbita dal tratto gastrointestinale, ma è pressoché completamente metabolizzata a derivati inattivi nel primo passaggio attraverso il fegato. La salicilamide si distribuisce nella maggior parte dei tessuti corporei, compresi l'apparato muscolare, il fegato e il cervello. La salicilamide non viene metabolizzata a salicilato, ma prevalentemente coniugata con acido glucuronico nell'adulto e con solfato nel bambino. L'emivita plasmatica è di circa 70 minuti. La salicilamide è rapidamente escreta nelle urine, principalmente sotto forma di coniugati con solfato e acido glucuronico. 
La DL50 nel topo è di 1,4 g/kg per via orale. 
La salicilamide è impiegata quale analgesico in caso di mialgie e nevralgie e come antipiretico negli stati febbrili da raffreddamento. 
La salicilamide viene somministrata per via orale alle dosi di 325-650 mg o più, 3-4 volte al giorno. 
Gli effetti collaterali principali sono simili a quelli dell'acido acetilsalicilico. La somministrazione prolungata di dosi elevate può dar luogo a una sindrome tossica cronica caratterizzata da capogiri, cefalea, nausea, vomito, tinnito, sordità, confusione mentale, nefrite cronica e necrosi papillare. 
L'uso della salicilamide è controindicato in caso di ipersensibilità ai salicilati e nei pazienti emofilici o con episodi di ulcera o emorragie gastrointestinali all'anamnesi. Il farmaco deve inoltre essere impiegato con prudenza in gravidanza e nei pazienti affetti da insufficienza renale o epatica. Si consiglia che l'assunzione della salicilamide avvenga a stomaco pieno. 
In caso di sovradosaggio, al contrario che con i salicilati, si possono verificare ipotensione, depressione del SNC e arresto respiratorio, ma non si producono stato di eccitazione, accessi epilettiformi, acidosi metabolica o ipoprotrombinemia.